# Фотий Триадицки
Фотий е висш български православен духовник, глава на Българската православна старостилна църква с титлата триадицки митрополит.

## Биография
Роден е със светското име Росен Димитров Сиромахов на 13 юли 1956 година. Баща му Димитър Сиромахов принадлежи към революционен род от костурското село Галища - Ставре Сиромахов от Галища е един от най-верните помощници на ръководителя на ВМОРО Георги Христов.
В 1981 година завършва Духовната академия „Свети Климент Охридски“. До лятото на 1982 година преподава старогръцки и латински език в Софийската духовна семинария на Гара Черепиш. В 1989 година завършва класическа филология в Софийския университет и от декември 1989 година е редовен асистент по старогръцка литература към катедрата „Класическа филология“ университета.
Сиромахов попада под духовното влияние на архимандрит Серафим Алексиев и на съчиненията на Теофан Затворник. По време на комунистическия режим Росен Сиромахов е ръкоположен тайно за свещеник в манастира „Св. св. Киприан и Юстина“ във Фили край Атина от старостилния епископ митрополит Киприан Оропоски и Филийски от Гръцката истинно православна църква - така наречения Синода на противостоящите. След завръщането си в България служи тайно в Княжевския девически манастир „Покров на Пресвета Богородица“. Подстриган е за монах с името Фотий.
След падането на комунистическия режим е създадена старостилна Триадицка епархия на Синода на противостоящите на територията на България. В 1993 година Синодът на противостоящите дава автокефалия на Българската православна старостилна църква и на 17 януари 1993 година в манастира „Св. св. Киприан и Юстина“ йеромонах Фотий е ръкоположен за епископ с титлата Триадицки, по едно от старите имена на град София. Ръкополагането е извършено от митрополит Киприан в съслужение с епископ Хрисостом Етнийски, епископ Хрисостом Христиануполски, епископ Авксентий Фотикийски от Синода на противостоящите и епископ Пахомий Вранчански от Румънската православна старостилна църква.
В 1999 година БПСЦ обявява за свещеномъченик фиктивния родопски епископ Висарион Смолянски, в 2002 година обявява за светец архиепископ Серафим Богучарски, в 2006 година Баташките новомъченици. През 2018 година се състои църковното прославление на митрополит Борис Неврокопски.
На 3 март 2016 година на заседание на Архиерейския Синод на Българската православна старостилна църква е взето решение Триадицката епархия да бъде издигната в ранг на митрополия и съответно епископ Фотий Триадицки да бъде издигнат в сан митрополит. На 6 март 2016 година в катедралния храм „Успение Богородично“ в София Фотий е въдворен на Триадицката митрополитска катедра.